# Helmut Junghans
Helmut Arthur Junghans (* 2. März 1891 in Schramberg; † 18. November 1964 in Meran) war ein deutscher Uhrenfabrikant.

## Werdegang
Helmut Junghans kam als Sohn des Uhrenfabrikanten Arthur Junghans (1852–1920) zur Welt. Nach Ausbildung zum Uhrmacher und Kaufmann sammelte er praktische Erfahrung im Ausland. 1913 wurde er in der familieneigenen Uhrenfabrik Junghans Betriebsleiter und rückte nach dem Tod seines Vaters in den Vorstand auf. 1929 wurde er Generaldirektor des Unternehmens. 
Zum 1. Mai 1933 trat er der NSDAP bei (Mitgliedsnummer 3.242.822). Während des Zweiten Weltkriegs wurde er zum Wehrwirtschaftsführer ernannt und war Vorsitzender des Sonderausschusses IX des Rüstungsbeirats der Wehrmacht. Er war somit an führender Stelle aktiv beteiligt an der millionenfachen Produktion von Granatzündern. Er war Kurator der Physikalisch-Technischen Bundesanstalt und stellvertretender Vorsitzender der Deutschen Gesellschaft für Chronometrie.

## Ehrungen
- 1952: Großes Verdienstkreuz der Bundesrepublik Deutschland
- Ehrensenator der Technischen Hochschule Stuttgart